# Pytanie dnia
Pytanie dnia – polski program publicystyczny emitowany od 2 kwietnia 2024 na antenie stacji TVP1 i TVP Info, stanowiący uzupełnienie głównego wydania programu informacyjnego 19.30.

## Opis programu
W programie przeprowadzane są wywiady z osobami publicznymi, politykami i ekspertami na tematy aktualnych wydarzeń w Polsce i na świecie, które były wcześniej poruszane w serwisie informacyjnym 19.30.
Program emitowany jest codziennie po głównym wydaniu programu 19.30 - od 2 kwietnia 2024 do 31 stycznia 2025 wyłącznie od poniedziałku do piątku o godz. 19.58, a od 1 lutego 2025 także w soboty i niedziele.
W paśmie zajmowanym przez program - o godz. 19.58 poprzednio nadawano program Gość 19.30. 

## Prowadzący
- Dorota Wysocka-Schnepf (od 2 kwietnia 2024)[7][8]
- Justyna Dobrosz-Oracz (od 3 kwietnia 2024)[9][1]
- Marek Czyż (od 8 kwietnia 2024)[9][1]
- Aleksandra Pawlicka (od 5 czerwca 2024)
- Mariusz Piekarski (od 4 września 2024)
- Mateusz Dolatowski (od 6 czerwca 2025)[10]
- Anna Hałas (od 7 czerwca 2025)[10]
- Tomasz Sekielski (od 11 czerwca 2025)[10]
- Piotr Maślak (od 8 sierpnia 2025)